# Процес на Чохралски
Процес на Чохралски e метод на израстване на кристали, използван за получаването на монокристали от полупроводници (силиций, германий или галиев арсенид), метали (паладий, платина, сребро, злато) или соли. Процесът носи името на полския учен Ян Чохралски, който открива метода през 1915 г., докато изучава скоростта на кристализиране на металите.

## Процес
Тъй като процесът има най-широко приложение за израстване на силициеви монокристали, тук ще бъде описан този случай.
Първата стъпка от процеса е разтапянето на силиций с висока степен на чистота в тигел, най-често направен от кварц. Към силиция се прибавят примеси (най-често бор или фосфор), които променят електрическите свойства на силиция (при прибавяне на бор се получава n-силиций (с n-проводимост), а при прибавяне на фосфор – p-силиций (с p-проводимост)). Температурата на силиция се понижава до близка на тази на втвърдяването, след което в него се потапя пръчка, която има на върха си силициев монокристал („зародиш“). Понеже кристалът на върха на пръчката има по-ниска температура от тази на разтопения силиций, силицият в непосредствена близост до него се втвърдява и залепва за него. Пръчката се изтегля нагоре и едновременно се върти (със скорост 3 – 4 сантиметра в час и 1 – 2 оборота в минута). Чрез прецизно контролиране на температурата и скоростта на въртене на пръчката е възможно да бъде изтеглен голям монокристал. За да се избегне окисляването, целият процес се извършва в среда на инертен газ (например аргон) и в камера от инертен материал (например кварц).

### Размери
Най-големите силициеви кристали са с големина 400 mm в диаметър и 1 до 2 метра дълги. Кристалите с диаметър 200 mm и 300 mm са стандартни в индустриалните процеси. От кристалите се нарязват тънки силициеви подложки (обикновено с дебелина 0,2 – 0,75 mm и при спазване на ориентацията на кристалографските равнини) и се полират до изключителна гладкост за направата на интегрални схеми.

## Други методи
Други методи за получаване на големи полупроводникови монокристали, от които след това да се изрязват необходимите за производството на чипове пластини, са зонното топене и по-специално: безтигелното зонно топене. Преимуществото им е постигането на по-голяма чистота на монокристала по отношение на примеси, а недостатък е ограничението на максималния диаметър на монокристала до 8 инча.
- Тигел използван при процеса на Чохралски
- Пръчка със „зародиш“ на върха
- Тигел след като е бил използван
- Силициев монокристал